# George Aliceson Tipton
George Aliceson Tipton (* 23. Januar 1932 in Los Angeles; † 12. Februar 2016 in Monterey, Kalifornien) war ein amerikanischer Komponist, Arrangeur und Dirigent, der vor allem durch seine Arbeit für das Fernsehen und seine Zusammenarbeit mit dem Songwriter Harry Nilsson bekannt wurde.

## Leben
Er arrangierte und dirigierte zahlreiche Hits von Jan and Dean, The Sunshine Company und José Feliciano Hitversion von „Light My Fire“ von The Doors. In den späten 1960er Jahren war er einer der Hauptarrangeure für die Alben von Leonard Nimoy. Im Pop-Rock-Bereich ist Tipton wahrscheinlich am besten für seine Arbeit als Arrangeur für Singles und Alben des Singer-Songwriters Harry Nilsson während der produktivsten Phase seiner Karriere in den 1960er und frühen 1970er Jahren bekannt. Die beiden lernten sich um 1964 über den Musikverleger Perry Botkin Jr. kennen, für den Tipton als Kopist arbeitete. Ihre Zusammenarbeit begann, als Tipton seine gesamten Ersparnisse (2.500 Dollar) einsetzte, um vier Titel von Nilsson zu arrangieren und aufzunehmen, die sie an Tower, ein Unterlabel von Capitol Records, verkauften. Diese Titel wurden später auf der LP Spotlight on Nilsson veröffentlicht.
Tipton arrangierte Nilssons gefeierte frühe Alben für RCA Records (1967–1971): den Skidoo-Soundtrack, Musik für die Fernsehserie The Courtship of Eddie’s Father und für den Zeichentrickfilm The Point! Tipton arrangierte auch Nilssons klassische Single „Everybody’s Talkin’“, die 1969 mit einem Grammy ausgezeichnet wurde. 1970 nahm Tipton ein Album mit instrumentalen Interpretationen von Nilssons Musik auf, Nilsson by Tipton (Warner Bros. Records), mit Coverillustrationen von Dean Torrence.
Danach kam es zu einem ungeklärten Zerwürfnis zwischen Tipton und Nilsson, und Tipton soll sich geweigert haben, an dem 2010 erschienenen Dokumentarfilm über Nilssons Leben und Karriere mitzuwirken.
Bei der Oscarverleihung 1975 erhielt er für die Arbeit an Das Phantom im Paradies eine Nominierung in der Kategorie Beste Filmmusik gemeinsam mit Paul Williams. In den Jahren 1986 bis 1991 gewann Tipton sieben Mal den ASCAP Award für seine Musik verschiedener Serien.

## Filmografie (Auswahl)
- 1969–1972: Eddies Vater (The Courtship of Eddie’s Father) (71 Folgen)
- 1972: Unter Mordverdacht (Home for the Holidays)
- 1973: California Cops – Neu im Einsatz (The Rookies) (1 Folge)
- 1973: Badlands – Zerschossene Träume (Badlands)
- 1974: Liebe in Fesseln (The Affair)
- 1974: Zur Adoption freigegeben (The Stranger Who Looks Like Me)
- 1974: The Gun and the Pulpit
- 1974: Hit Lady
- 1974: Das Phantom im Paradies (Phantom of the Paradise)
- 1975: Fay (2 Folgen)
- 1975: Petrocelli (1 Folge)
- 1975: Liebe ohne Hoffnung (Griffin and Phoenix)
- 1976: Mr. T and Tina (4 Folgen)
- 1977: Großalarm (Red Alert)
- 1977: Mulligan’s Stew (2 Folgen)
- 1978: Das Glück wohnt auf Hawaii (Three on a Date)
- 1979: Sweepstakes (2 Folgen)
- 1979: The Gift
- 1979: Christmas Lilies of the Field
- 1977–1981: Soap – Trautes Heim (81 Folgen)
- 1977–1981: The Love Boat (2 Folgen)
- 1983: Brian – Die Höllenfahrt eines Besessenen (The Demon Murder Case)
- 1983: Condo (2 Folgen)
- 1983: Hotel (1 Folge)
- 1985: Gidget’s Summer Reunion
- 1986: Tough Cookies (1 Folge)
- 1979–1986: Benson (158 Folgen)
- 1986: One Big Family (1 Folge)
- 1980–1989. It’s a Living (120 Folgen)
- 1991: Good & Evil (2 Folgen)
- 1985–1992: Golden Girls (177 Folgen)
- 1991–1993:Hallo Schwester! (46 Folgen)
- 1992–1993: Golden Palace (24 Folgen)
- 1989–1995: Harrys Nest (170 Folgen)